# Georg von Mamming

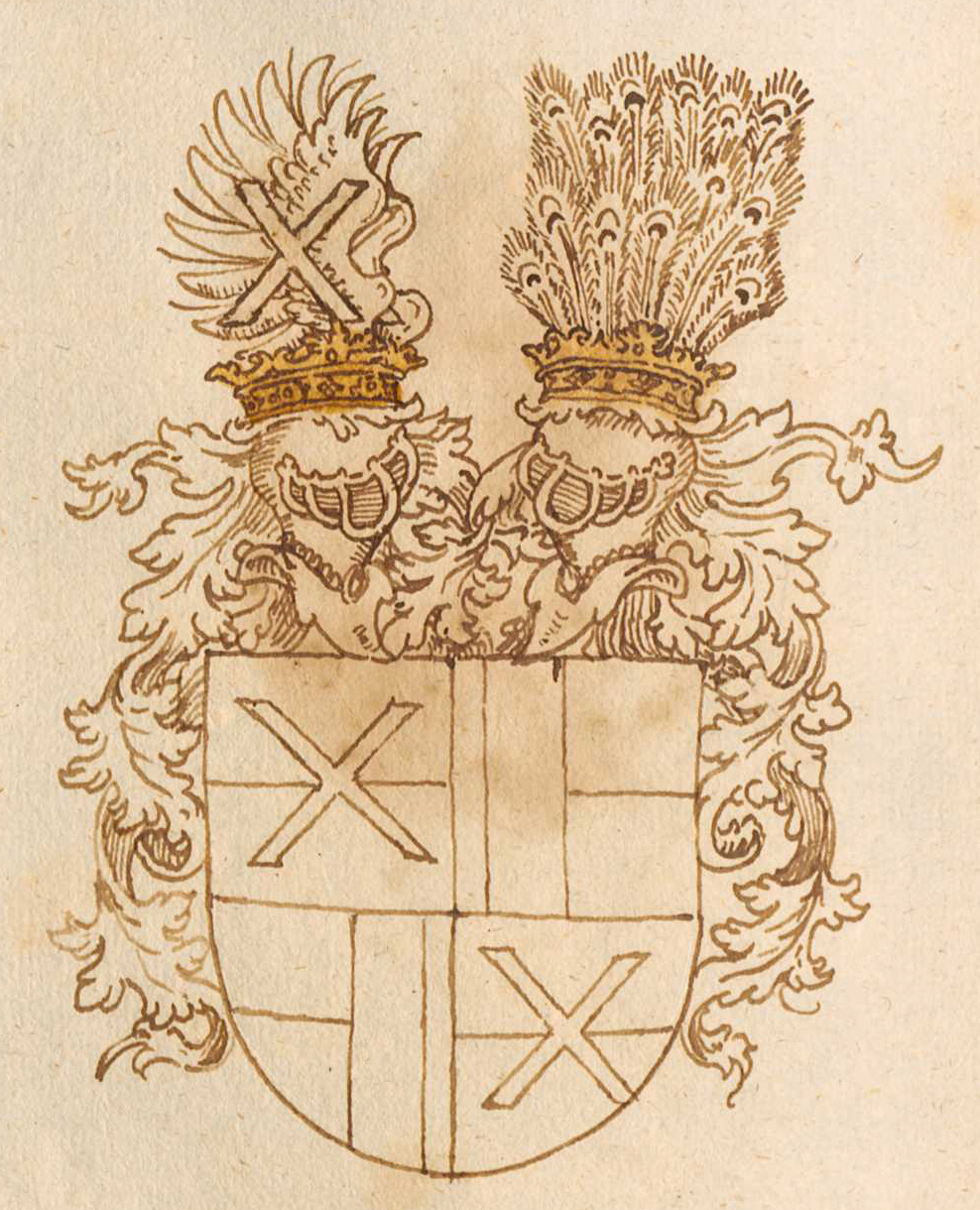
Wappen der (Alt-)Mamming

Georg von Mamming, auch Georg von Männing (* 1492; † 24. Juli 1570), war ein niederösterreichischer Politiker, Kämmerer, Unter-Landmarschall, Regierungsrat, Obersthofmeister und Landeshauptmann von Oberösterreich.

## Leben
Er stammte aus dem alten österreichischem Adelsgeschlecht der Herren von Mamming. Seine Eltern waren Andreas von Mamming und dessen Ehefrau Agatha geb. von Payrstorf. Leonhard von Mamming war sein Großvater. Georg von Mamming war Stammvater der Linie von Mamming zu Kirchberg an der Pielach, welche Herrschaft er von den Herren von Klingen kaufte. Am 7. April 1535 nahm er am Landtag in Wien teil. Am 11. November 1538 vertrat er auf einem Kongress als Ständeausschuss die gesamten österreichischen Erblande. 1540 fungierte er als Ritterstandverordneter und von 1543 bis 1549 als Unter-Landmarschall. 1547 ernannte ihn Kaiser Ferdinand I. zum Regierungsrat und Hofmarschall seines Sohnes Erzherzog Karls II. von Innerösterreich. Des Weiteren diente er eine Zeit lang Erzherzogin Katharina, der späteren Königin von Polen, als Obersthofmeister und Kaiser Maximilian II. und Rudolf II. als Kämmerer, Rat, Pfleger zu Dobra, niederösterreichischer Generalzahlmeister, Kommissar der Bergstädte sowie niederösterreichischer Regierungsregent. Zuletzt bekleidete er von 1559 bis zu seinem Tod 1570 das Amt des Landeshauptmanns von Österreich ob der Enns. Georg von Mamming starb 1570 im Alter von 78 Jahren und wurde in der Klosterkirche von Linz beigesetzt.

## Familie
Georg von Mamming heiratete in erster Ehe Magdalena Wieland, in zweiter Ehe Maria Anna Zazime von Hradeck und in dritter Ehe Katharina von Enenkel († 1581). Aus der ersten Ehe gingen fünf Söhne und drei Töchter und aus der zweiten drei Söhne und eine Tochter hervor, u. a.:
1. Wilhelm (* 1527), Domherr in Passau
2. Barbara (* 1528), ⚭ Ludwig von Kirchberg
3. Johann Paul (* 1530; † 1563), Mundschenk Erzherzog Karls II. von Innerösterreich; ⚭ Anna von Kirchberg
4. Maximilian (* 1531: † 1611), Regierungs- und Kammerrat; ⚭ 1.) Anna von Neydegk, 2.) Anna Maria von Thurn, 3.) Maria Salome von Lagelsberg
5. Anastasia (* 1533; † 1558); ⚭ Wilhelm von Kirchberg
6. Viktor (* 1537; † 1585); ⚭ 1.) Elisabetha Fernberger, 2.) Elisabetha von Friedesheim
7. Christoph (* 1538; † 1565), Domherr in Salzburg und Passau
8. Leonhard (* 1539; † 1615), bayerischer Obersthofmarschall; ⚭ 1.) Sidonia von Auersperg, 2.) Euphrosina von Preising, 3.) Magdalena von Closen
9. Anna (* 1540); ⚭ Ludwig Schönbrunner von Aintzenhoff